# Ateuchus vividum
Ateuchus vividum är en skalbaggsart som beskrevs av Ernst Friedrich Germar 1824. Ateuchus vividum ingår i släktet Ateuchus och familjen bladhorningar. Inga underarter finns listade.